# Oznaka rozpoznawcza
Oznaka rozpoznawcza jest traktowana w Siłach Zbrojnych Rzeczypospolitej Polskiej jako identyfikacja i świadectwo przynależności łączące wszystkich żołnierzy danej jednostki lub instytucji. Dążenie żołnierzy do jej wprowadzenia jest inicjatywą niezwykle ważną z punktu widzenia budowania morale a przez to zwiększenia wartości bojowej jednostki.

## Historia
Tradycja noszenia oznak rozpoznawczych wywodzi się z Polskich Sił Zbrojnych na Zachodzie, gdzie wprowadzono je na wzór odznak noszonych przez Brytyjczyków.

Oznaka rozpoznawcza 2KP

Po zakończeniu II wojny światowej oznaki rozpoznawcze nie były używane aż do 1963, kiedy płk Edwin Rozłubirski rozkazem Nr 55 z dnia 11 maja 1963 r. wprowadził je w 6 PDPD. Odznaki te nie zostały zaakceptowane przez jego przełożonych, co spowodowało zaprzestanie ich noszenia na początku 1965. W związku z udziałem 6 PDPD w ćwiczeniach "Burza Październikowa" powrócono do pomysłu i Ministerstwo Obrony Narodowej zarządzeniem Nr 15/ MON z dnia 5 maja 1967 r. (Dz. Rozk. MON nr 6, poz. 3) usankcjonowało oznakę zaprojektowaną przez st. sierż. sztab. Zbigniewa Ślusarczyka. Była to pierwsza od czasu  rozformowania PSZ w 1947  oznaka rozpoznawcza w Wojsku Polskim.

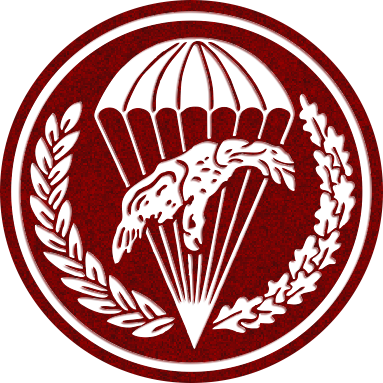
Oznaka rozpoznawcza 6 PDPD, obecnie 6 BPD